# Familien Löwander
Familien Löwander eller Vår tid är nu er en svensk dramaserie i 32 afsnit fordelt på i alt 4 sæsoner. Serien havde premiere på SVT d. 2. oktober 2017. Produktionen er en af svensk tv’s største dramasatsninger gennem tiderne, og handlingen spænder over flere årtier fra 1945 til 1971.
Seriens hovedroller spilles af Hedda Stiernstedt, Charlie Gustafsson, Mattias Nordkvist, Adam Lundgren, Suzanne Reuter, Josefin Neldén, Peter Dalle, Ida Engvoll, Anna Bjelkerud, Rasmus Troedsson, Malin Persson, Simone Coppo, Julia Heveus, Oskar Laring og Hedda Rehnberg. Manuskriptforfatter er Ulf Kvensler, der fik idéen af Johan Rosenlind, og serien blev efterfølgende skabt og skrevet af Ulf Kvensler, Malin Nevander og Johan Rosenlind i fællesskab. Filminstruktør er Harald Hamrell (sæson 1–3) og Måns Herngren (sæson 4). I Sverige vandt tv-serien filmprisen Kristallen (”Krystallen”) i 2018 for årets tv-drama og Hedda Stiernstedt fik en pris som årets kvindelige hovedrolleindhaver i en svensk tv-serie. Det meste af serien er indspillet i Göteborg og Kungsbacka samt en mindre del i Stockholm.

## Et kort resumé af handlingen
Den borgerlige familie Löwander – bestående af de tre søskende Gustaf, Peter og Nina samt moderen Helga – driver en af Stockholms mest populære restauranter, Djurgårdskällaren ved 2. verdenskrigs afslutning. Den ældste søn Gustaf har styret restauranten vel igennem de hårde krigsår, og vil derfor drive virksomheden videre på samme velkendte måde, mens lillesøster Nina forelsker sig i køkkendrengen Calle (fra arbejderklassen) og byder den nye tidsånd velkommen. Den mellemste, Peter vender tilbage til hovedstaden efter at have arbejdet i en flygtningelejr under krigen og indser snart, at familievirksomheden er i alvorlige økonomiske problemer. Samtidigt holder moderen Helga et vågent øje med restauranten gennem de informationer hun får fra chefkokken Stig "Stickan" Backe og styrer stedet med hård hånd. I selve restauranten holder familien Löwanders trofaste overtjener butleren "Bellan" Roos øje med personalet og gæsterne.

## Om serien
Serien, hvis to første sæsoner blev indspillet i samme arbejdsperiode, foregik i samproduktion mellem SVT, Viaplay og Film i Väst. Man påbegyndte optagelserne i maj 2016, og de fleste scener blev filmet i Göteborg. Serien er delvist indspillet ved Kungsbackas skærgård og på Gåsevadholms slot i Fjärås i Kungsbacka kommun.

## Medvirkende[8]

### Hovedroller
- Hedda Stiernstedt – Nina Löwander
- Charlie Gustafsson – Calle Svensson
- Mattias Nordkvist – Gustaf Löwander
- Adam Lundgren – Peter Löwander
- Suzanne Reuter – Helga Löwander
- Josefin Neldén – Margareta "Maggan" Nilsson
- Peter Dalle – Stig "Stickan" Backe
- Ida Engvoll – Ester Swärd
- Anna Bjelkerud – Ethel Jonsson
- Rasmus Troedsson – "Bellan" Roos
- Malin Persson – Sonja Persson
- Simone Coppo – Angelo
- Julia Heveus – Christina Rehnskiöld, Ninas datter
- Oskar Laring – Uno Nilsson, Maggans søn
- Hedda Rehnberg – Suzanne Goldstein
- Caroline Söderström - Astrid Löwander

### Øvrige medvirkende (et udpluk)
- Agnes Lindström Bolmgren – Lena
- Andreas Rothlin Svensson – Svante Gahn
- Antonio Tengroth – Mark
- Björn Granath – August Drugge, "Generalen"
- Evin Ahmad – Carmen
- Eric Ericson – Stabschefen
- Göran Ragnerstam – Kurt Ragnarsson
- Hannes Fohlin – Erik Rehnskiöld
- Hannes Meidal – Philippe Goldstein
- Ingela Olsson – Bojan
- Jessica Zandén – Ebba Rehnskiöld
- Jill Ung – Fru Andersson
- Johan Marenius Nordahl – Nisse
- Karin Franz Körlof – Lilly Lindström
- Lars Väringer – indkassator
- Leif Edlund - Andersson
- Lina Sundén – Kerstin
- Linda Molin – Agnes
- Lyvån Lidén – Christina Löwander
- Marika Lindström – Blanceflor Drugge "Generalfruen"
- Michael Petersson – statsminister Tage Erlander
- Morten Vang Simonsen – John
- Peter Viitanen – Leffe viking
- Philip Kuub Olsen – Arvid Löwander
- Sofie Gråbøl – Henriette Winter
- Timo Nieminen – Anders
- Tova Magnusson – Britt Gahn
- Viktoria Folkesson - Lotten Svensson, Calles mor

## Sæsonerne
Handlingen i Sæson 1-3 foregår i kronologisk rækkefølge fra midten af 40'erne til begyndelsen af 70'erne, mens Sæson 4 finder sted i 1951 lige efter afslutningen af Sæson 1.
| Sæson | Sæson   | Afsnit | Sæsonbegyndelse   | Sæsonafslutning   |
| ----- | ------- | ------ | ----------------- | ----------------- |
|       | Sæson 1 | 10     | 2. oktober 2017   | 4. december 2017  |
|       | Sæson 2 | 10     | 1. oktober 2018   | 3. december 2018  |
|       | Sæson 3 | 8      | 28. oktober 2019  | 16. december 2019 |
|       | Sæson 4 | 4      | 25. december 2020 | 2. januar 2021    |

## Indspilningslokaliteter
- Göteborg
- Kungsbacka
- Stockholm